# Bruno Van Peteghem
Bruno Van Peteghem là nhà bảo vệ môi trường người New Caledonia. Ông đã đoạt Giải Môi trường Goldman năm 2001, cho cuộc đấu tranh để đưa rạn san hô của đảo - một trong các rạn san hô lớn nhất và bất thường nhất thế giới - vào Danh sách Di sản thế giới của UNESCO nhằm bảo vệ rạn san hô này khỏi bị phá hoại do các công nghiệp đào mỏ khai thác kền.